# Aeroporto Internazionale di Comayagua
L'Aeroporto Internazionale di Comayagua (in spagnolo Aeropuerto Internacional de Comayagua) o Aeroporto Internazionale di Palmerola (in spagnolo Aeropuerto Internacional de Palmerola) è uno scalo aereo honduregno situato a 8 km a sud della cittadina di Comayagua. È il principale aeroporto internazionale dell'Honduras centro-meridionale e serve in particolare la capitale nazionale Tegucigalpa. Sostituisce l'Aeroporto Internazionale Toncontín, ritenuto troppo piccolo e pericoloso per la sua collocazione geografica.

## Storia
L'aeroporto fu costruito dagli statunitensi tra il 1984 ed il 1985 come Base Aerea di Soto Cano.
Nel 2016 fu firmato un accordo pubblico-privato per la costruzione dell'aeroporto. Il finanziamento della struttura, il cui costo complessivo ammontò a 163 milioni di dollari, fu sostenuto dalla privata Emco, dal governo spagnolo e da quello honduregno.
L'aeroporto è stato inaugurato il 15 ottobre 2021 dal presidente honduregno Juan Orlando Hernández. L'11 dicembre successivo è atterrato il primo volo.